# Drosophila macroptera
Drosophila macroptera är en tvåvingeart som beskrevs av Patterson och Wheeler 1942. Drosophila macroptera ingår i släktet Drosophila och familjen daggflugor.
Artens utbredningsområde täcker delar av södra USA och Mexiko.